# 主權投票系統

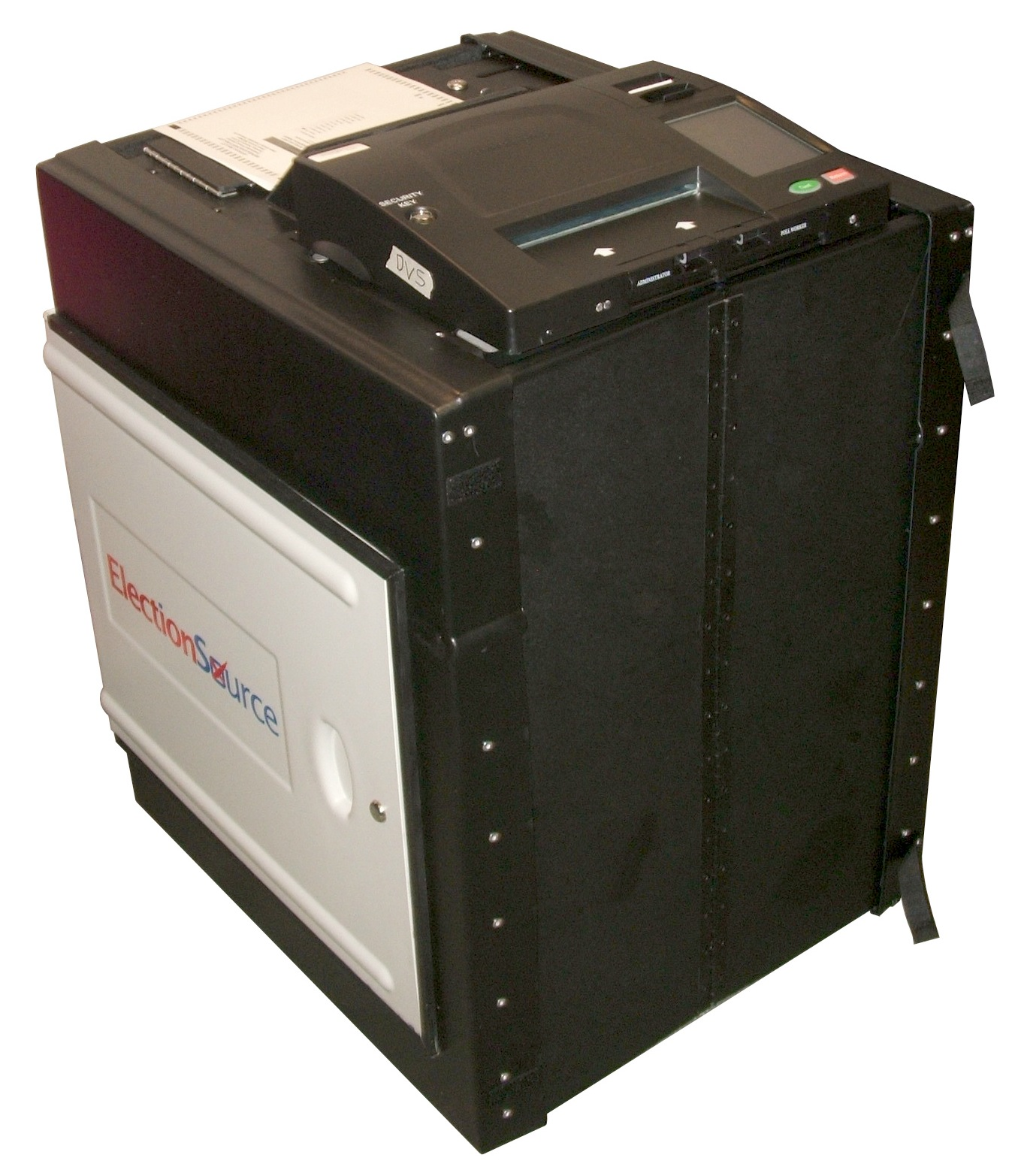
一台型號為「ImageCast」的主權投票系統光學素描投票機，它被安裝在一台ElectionSource生產、可折疊的票箱上。

主權投票系統公司，又譯多米尼恩投票系統，是一家總部分別設在加拿大安大略省和美國科羅拉多州專門生產電子投票硬件和軟件的私人企業，它也為加拿大、美國和塞爾維亞等國家的企業製作公司內部用軟件。

## 營運歷史
主權投票系統的投票機讓選民可以進行電子投票，其光學素描投票機對選票進行自動計票。美國和加拿大都有應用主權投票機進行不同規模的投票活動，例如加拿大的第一大黨黨魁選舉和2020年美國總統選舉中其中28州的選民投票。
其中於2020年美國總統大選中，當喬·拜登在11月的選民投票中贏得足夠的州分後，尋求連任的對手唐納德·特朗普和他的支持者開始對主權投票系統進行一連串舞弊指控，例如主權投票系統公司有份直接參與選舉舞弊、或其軟件有安全漏洞能讓第三者篡改上百萬張選票，這些指控都被不同選舉技術專家、政府官員、選舉業員工和網絡安全和基礎設施安全局（CISA）指為缺乏實質證據支持的陰謀論。由於喬治亞州和威斯康星州的兩位候選人的得票差在允許要求重新點票的範圍內，因此特朗普要求這兩個州以人手進行點票，最後人手點票與最初利用了主權投票系統進行的電子點票的結果只有非常細微而不影響選舉結果的誤差，拜登依然獲確認贏得這兩個關鍵州。

## 法律行動
主權投票系統公司在2020年12月至2021年1月間對福斯新聞、福斯財經網、大全新聞和美國思想家等保守派媒體發出律師信，要求停止對其公司進行不實的選舉舞弊指控，否則就會控告這些媒體誹謗。主權投票系統公司又於1月對支持特朗普的律師西德尼·鮑威爾和魯迪·朱利安尼控告誹謗，並對兩人各索償13億美元以彌補聲譽損害，及後同一個美國新聞網將所有指控主權投票系統和Smartmatic的選舉舞弊資訊從網站上撤下，同一個美國新聞網並沒有發表任何關於移除資訊的啟事。
2021年1月15日，美國思想家修改了自己的報導，並公開就自己的錯誤聲明致歉，表示「這些聲明完全是錯誤的，沒有任何事實依據。業內專家和政府官員都已確認，Dominion的行為是恰當的，根本沒有證據支持這些說法」、「我們發表這些虛假聲明是錯誤的。我們為由此給Dominion及其員工造成的所有傷害向Dominion道歉」。
2021年3月，主權投票系統公司對福斯新聞提出16億美元誹謗索償，原本特拉華高等法院定於2023年4月17日開庭審理，但被臨時延期並於翌日宣布福斯新聞同意賠償主權投票系統7.87億美元達成和解，約少於原索償金額的一半。
2025年6月16日，科羅拉多州聯邦法院的陪審團裁定，MyPillow創始人麥克·林德爾因在2020 年大選後誹謗Dominion Voting Systems的一名高管而應對此負責，並應該就此賠償230萬美元。
2025年8月18日，在特拉華州高等法院宣判極限新聞散播謊言毀謗主權投票系統公司後，極限新聞同意支付6700萬美元達成庭外和解，此前該新聞媒體曾虛假指控主權投票系統公司操縱了2020年美國大選。